# Gilád Zuckermann
Gilád Zuckermann (Tel-Aviv, 1971. június 1. –) (D.Phil., Oxfordi Egyetem; Ph.D., Cambridge-i Egyetem) nyelvész, az Adelaide-i Egyetem professzora és poliglott.

## Munkái

### Fontosabb könyvei
- Revivalistics: From the Genesis of Israeli to Language Reclamation in Australia and Beyond. New York: Oxford University Press (2020). ISBN 9780199812790 / ISBN 9780199812776
- Language Contact and Lexical Enrichment in Israeli Hebrew. UK: Palgrave Macmillan (2003). ISBN 9781403917232 / ISBN 9781403938695
- Israelit Safa Yafa (Israeli – A Beautiful Language). Tel Aviv: Am Oved (2008). ISBN 9789651319631
- Engaging – A Guide to Interacting Respectfully and Reciprocally with Aboriginal and Torres Strait Islander People, and their Arts Practices and Intellectual Property (2015)
- Dictionary of the Barngarla Aboriginal Language of Eyre Peninsula, South Australia (2018)
- Jewish Language Contact (Special Issue of the International Journal of the Sociology of Language 226) (2014). Hozzáférés ideje: 2018. július 7.
- Burning Issues in Afro-Asiatic Linguistics [archivált változat] (2012). Hozzáférés ideje: 2018. július 7. [archiválás ideje: 2020. augusztus 16.]

### Szócikkek
- (2014) „Native Tongue Title: Proposed Compensation for the Loss of Aboriginal Languages”. Australian Aboriginal Studies 2014/1, 55-71. o.
- (2014) „“Our Ancestors Are Happy!”: Revivalistics in the Service of Indigenous Wellbeing”. Foundation for Endangered Languages XVIII, 113-119. o.
- (2011) „Stop, Revive, Survive: Lessons from the Hebrew Revival Applicable to the Reclamation, Maintenance and Empowerment of Aboriginal Languages and Cultures”. Australian Journal of Linguistics 31, 111–127. o.
- (2009) „Hybridity versus Revivability: Multiple Causation, Forms and Patterns”. Journal of Language Contact 2, 40–67. o.
- (2006) „A New Vision for "Israeli Hebrew": Theoretical and Practical Implications of Analysing Israel's Main Language as a Semi-Engineered Semito-European Hybrid Language”. Journal of Modern Jewish Studies 5, 57–71. o.
- (2004) „Cultural Hybridity: Multisourced Neologization in "Reinvented" Languages and in Languages with "Phono-Logographic" Script”. Languages in Contrast 4, 281–318. o.
- (2003) „Language Contact and Globalisation: The Camouflaged Influence of English on the World's Languages – with special attention to Israeli (sic) and Mandarin”. Cambridge Review of International Affairs 16, 287–307. o.
- (2008) „'Realistic Prescriptivism': The Academy of the Hebrew Language, its Campaign of 'Good Grammar' and Lexpionage, and the Native Israeli Speakers”. Israel Studies in Language and Society 1, 135–154. o.
- Complement Clause Types in Israeli, Complementation: A Cross-Linguistic Typology. Oxford: Oxford University Press, 72–92. o. (2006)
- "Etymythological Othering" and the Power of "Lexical Engineering" in Judaism, Islam and Christianity. A Socio-Philo(sopho)logical Perspective, Explorations in the Sociology of Language and Religion. Amsterdam: John Benjamins, 237–258. o. (2006)
- szerk.: Tope Omoniyi: Blorít: Pagans' Mohawk or Sabras' Forelock?: Ideological Secularization of Hebrew Terms in Socialist Zionist Israeli, The Sociology of Language and Religion: Change, Conflict and Accommodation. UK: Palgrave Macmillan, 84–125. o. (2010)
- Icelandic: Phonosemantic Matching, Globally Speaking: Motives for Adopting English Vocabulary in Other Languages. Clevedon-Buffalo-Toronto: Multilingual Matters, 19–43. o. (2008)

## Filmográfia
- Fry's Planet Word, Stephen Fry
- SBS: Living Black: S18 Ep9 - Linguicide
- Babbel: Why Revive A Dead Language? - Interview with Prof. Ghil'ad Zuckermann
- Language Revival: Securing the Future of Endangered Languages, edX MOOC (Massive open online course)

## Külső hivatkozások
- Ghil'ad Zuckermann, D.Phil. (Oxon.)
- University Staff Directory: Professor Ghil'ad Zuckermann
- Ghil'ad Zuckermann, Academia
- Jewish Language Research Website: Ghil'ad Zuckermann Archiválva 2018. június 18-i dátummal a Wayback Machine-ben
- Professor Ghil'ad Zuckermann's website
- Australian of the Day: Ghil'ad Zuckermann
- Voices of the land, Anna Goldsworthy, The Monthly, September 2014.
- BBC World Service: Reawakening Language